# Francisco Moura
Francisco Sampaio Moura (Braga, 16 agosto 1999) è un calciatore portoghese, difensore del Porto.

## Caratteristiche tecniche
È un terzino sinistro.

## Carriera

### Club
Ha giocato nella seconda divisione portoghese con Braga B ed Académica e nella prima divisione portoghese con il Braga.

### Nazionale
Ha giocato nelle nazionali giovanili portoghesi Under-18 ed Under-19.
Con la nazionale Under-20 portoghese ha preso parte al Campionato mondiale di calcio Under-20 2019.

## Palmarès

### Club

#### Competizioni nazionali
- Coppa del Portogallo: 1

Braga: 2020-2021

### Nazionale
- Campionato d'Europa Under-19: 1

Finlandia 2018